# Borghetto sull'Adige
Borghetto sull'Adige (Borghét in dialetto trentino) è una frazione del Comune di Avio nella Provincia di Trento. Il paese, che oggi si trova al confine tra il Trentino e il Veneto, fu fino al 1918 sede della dogana austriaca al confine con il Regno d'Italia. È stato comune autonomo fino al 1928, quando fu aggregato ad Avio.
A Borghetto termina la tratta trentina della ciclopista della valle dell'Adige.

## Storia
È considerato il confine del Tirolo storico, che ha origine nella località di Kufstein, ancor oggi confine tra Austria e Baviera/Germania.
Durante la Grande Guerra gli austriaci non avevano completato la costruzione di due forti che avrebbero protetto l'accesso alla Vallagarina; per questo motivo, quando il Regno d'Italia dichiarò guerra all'impero austro-ungarico, Borghetto fu il primo paese del Tirolo ad essere occupato: già il 24 maggio 1915 le compagnie 56, 73 e 92 del battaglione alpini "Verona" oltrepassarono il confine e il 27 occuparono le località fino ad Ala al prezzo di modeste perdite. 
Borghetto rimase occupata dalle truppe italiane fine al termine del conflitto, rimanendo sul retro del fronte anche a seguito della ritirata seguita alla Battaglia di Caporetto.
Il 29 ottobre 1918, alcuni rappresentanti austriaci chiesero agli italiani la sospensione delle attività belliche e furono condotti in paese a Villa Guerrieri Gonzaga, per poi essere trasferiti a Padova dove il 3 novembre fu sottoscritto l'armistizio.
Terminava un periodo estremamente duro per la popolazione: chi non era stato sfollato in campi dove fame e malattie erano diffuse, aveva dovuto affrontare le requisizioni di bestiame e beni da parte degli eserciti nonché la difficile convivenza con i militari.

## Monumenti e luoghi d'interesse
- Chiesa di San Biagio, parrocchiale
- Chiesa di San Leonardo